# Adrian Rollini

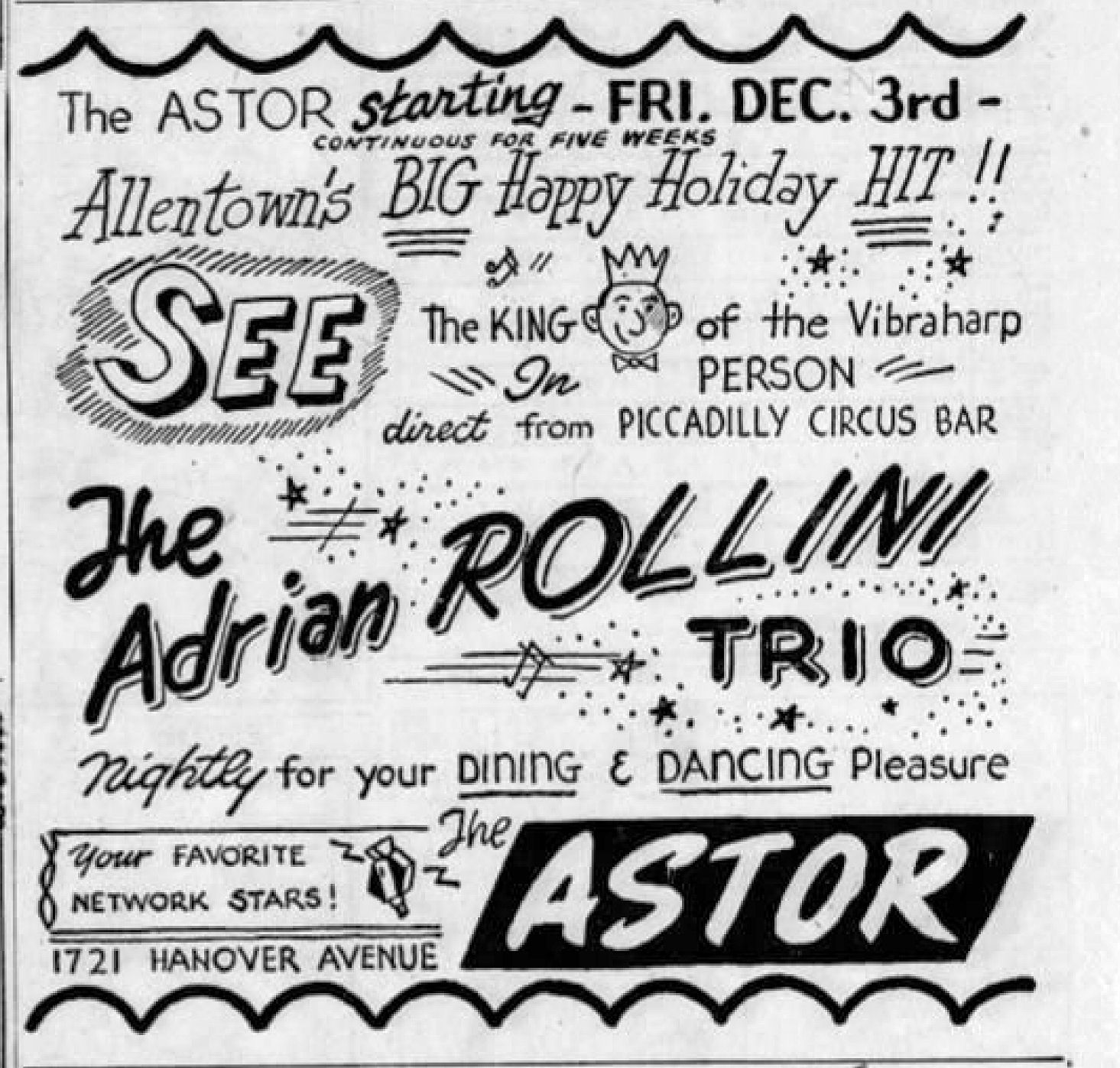
Afisz nowojorskiej restauracji Astor, reklamujący występ tria Adriana Rolliniego, 1948

Adrian Francis Rollini (ur. 28 czerwca 1903 w Nowym Jorku, zm. 15 maja 1956 w Homestead) – amerykański muzyk jazzowy, saksofonista basowy, wibrafonista, pianista i bandlider. Popularyzator nowych instrumentów muzycznych, takich jak bezstroikowy couesnophone (goofus), zwany dętym akordeonem, oraz hot fountain pen, rodzaj pozbawionego klap miniaturowego klarnetu. Pionier zastosowania wibrafonu w jazzie.

Scott Yanow: Adrian Rollini był najwspanialszym saksofonistą basowym wszech czasów.

## Życiorys
Jego rodzicami byli, wywodzący się z Włoch, Ferdinand i Adele z d. Augenti. Miał starszego brata – Arthura, saksofonistę i klarnecistę, który również był muzykiem jazzowym. Lekcje gry na fortepianie zaczął pobierać, mając zaledwie dwa lata. W wieku czterech lat zagrał w nowojorskim hotelu Waldorf-Astoria piętnastominutowy recital, w którego repertuarze znalazł się Walc minutowy Fryderyka Chopina. Po występie prasa uznała go za cudowne dziecko. W wieku lat czternastu prowadził już własną grupę, złożoną z kolegów z sąsiedztwa. Grał w niej na fortepianie i ksylofonie. W trzeciej klasie szkoły średniej porzucił naukę i zaczął w Filadelfii nagrywać wałki fonograficzne z utworami fortepianowymi dla firmy Aeolian.
W 1922 dołączył do orkiestry The California Ramblers, występując również w jej dwóch odgałęzieniach: The Little Ramblers i The Goofus Five. Grał na fortepianie, ksylofonie, perkusji, goofusie oraz saksofonie basowym. Według autobiografii jego brata, pt. Thirty Years with the Big Bands, na saksofonie basowym nauczył się grać w ciągu tygodnia, ponadto występując w zespole The Goofus Five, jako pierwszy zastosował w jazzie rzeczony goofus. To właśnie podczas pracy z ww. formacjami wykształcił swój charakterystyczny, dynamiczny styl gry na saksofonie. W tym czasie również stał się cenionym muzykiem na nowojorskiej scenie jazzowej. Dokonywał licznych nagrań, m.in. z takimi artystami jak Annette Hanshaw, Cliff „Ukulele Ike” Edwards, Joe Venuti, Miff Mole, Red Nichols, Bix Beiderbecke, Roger Wolfe Kahn i Frankie Trumbauer.
W 1927 na zaproszenie młodego amerykańskiego bandlidera Freda Elizalde wyjechał wraz z bratem i kilkoma kolegami z The Ramblers do Londynu, żeby podjąć stały angaż w jego orkiestrze na występy w hotelu Savoy. W 1929 wrócił do kraju i zaczął komponować dla wydawnictwa Robbins Music Corporation. Stworzył takie utwory, jak Preparation, Nonchalance, On Edge, Lightly and Politely, Gliding Ghost i Au revoir. Nadal też grał i dokonywał licznych nagrań, m.in. z braćmi Dorseyami – Tommym i Jimmym, Lee Morse, Benem Selvinem oraz Jackiem Teagardenem. W latach 1932–1933 uczestniczył w krótkotrwałym eksperymencie, który przeprowadził w swojej orkiestrze Bernt Lown, polegającym na użyciu dwóch saksofonów basowych (na drugim grał Spencer Clark). W 1933 założył The Adrian Rollini Orchestra – zespół studyjny, zorientowany na nagrania muzyki głównie komercyjnej. Powołał także The Adrian Rollini Quintette, Adrian and His Tap Room Gang i The Adrian Rollini Trio (późne lata 30.). Ponadto występował w programach radiowych, m.in. „Pierwszej Damy Radia”, śpiewaczki i prezenterki Kate Smith.
W 1934 zorganizował w hotelu President klub – Adrian’s Tap Room, gdzie ze swoim zespołem grał przede wszystkim na wibrafonie, który stał się jego instrumentem głównym. Ostatniego nagrania na saksofonie basowym dokonał w 1938. Od 1935 zawiadywał także Whitby Grillem. Klientelę obu lokali stanowili głównie urlopujący muzycy. Otworzył również sklep pn. White Way Musical Products, prowadzący sprzedaż i naprawę instrumentów muzycznych oraz stanowiący atrakcję dla łowców autografów, „polujących” na słynnych bandliderów.
Po zakończeniu ery big-bandów grał w małych zespołach. W latach 40. i 50. występował przede wszystkim w hotelach. Na początku lat 50. w wytwórni Mercury dokonał swoich ostatnich nagrań, grając na wibrafonie. Następnie wziął rozbrat z muzyką i zajął się hotelarstwem. Przeniósł się z Nowego Jorku na Florydę i we wrześniu 1955 otworzył The Eden Roc Hotel w Miami Beach. W Tavernier na wyspie Key Largo w archipelagu Florida Keys prowadził także The Driftwood Inn, gospodę, która w ofercie miała też pełnomorskie wyprawy wędkarskie. W 1960, już po jego śmierci i wyjeździe z Florydy jego żony – Dixie (zm. 1977), huragan doszczętnie zniszczył The Driftwood Inn.

### Hobby
Był zapalonym wędkarzem i motorowodniakiem. Posiadał dwie łodzie prestiżowej marki Chris-Craft – dwudziestojednostopowy ślizgacz i motorówkę kabinową.

### Zagadkowa śmierć
W ostatnich dniach maja 1956 znaleziono go w pokrwawionym samochodzie z niemal odciętą stopą. W zeznaniu oświadczył, że niefortunnie upadł, policja jednak nie wykluczyła przestępstwa. Przewieziony do The James Archer Smith Hospital w Homestead, po kilkunastu dniach zmarł. Według aktu zgonu śmierć została spowodowana zapaleniem płuc i komplikacjami związanymi z chorobą nerek. W swojej książce Jazz and Death – Medical Profiles of Jazz Greats lekarz medycyny i koroner – Frederick J. Spencer napisał, że Rollini zmarł wskutek zatrucia rtęcią wywołanego pęknięciem wprowadzonej do żołądka szklanej rurki, służącej sztucznemu karmieniu. Natomiast jego kolega, klarnecista Kenny Davern, oznajmił w wywiadzie, że został zamordowany przez gangsterów za niespłacone długi karciane.

## Wybrana dyskografia
- 1965: Annette Hanshaw–Joe Venuti–Eddie Lang–Adrian Rollini–Vic Berton – That's All (VJM) – kompilacja
- 1974: Adrian Rollini and His Friends – Volume 1 – Tap Room Special (RCA)
- 1980: Adrian Rollini – The Goofus Five – 1924–1925 (Retrieval)
- 1992: Adrian Rollini – Swing Low (Affinity)
- 1995: Adrian Rollini – Bouncin' in Rhythm (Topaz Jazz)
- 2002: Tap Room Swing (Living Era)
- 2004: Adrian Rollini 1934–1938 (Retrieval)
- 2005:
  - Adrian Rollini 1937–1938 (Retrieval)
  - Adrian Rollini Trio, Quartet and Quintet (Vintage Music)
- 2006:
  - Adrian Rollini and the Golden Gate Orchestra – 1924–1927 – Their Hottest Titles Recorded for the Pathé and Plaza Labels (Timeless)
  - Adrian Rollini – 1929–1934 (Jazz Oracle) – 2 CD

Zestawienie wg dat wydania płyt

## Upamiętnienie
- W 1998 został wprowadzony do Panteonu Sław Big-bandów i Jazzu (The Big Band and Jazz Hall of Fame)[4].
- Holenderski nauczyciel akademicki Ate van Delden napisał jego biografię, pt. Adrian Rollini – The Life and Music of a Jazz Rambler. Książka została wydana w 2019 przez University Press of Mississippi (ISBN 978-1496825162).